# Tranvia Bologna-Casalecchio-Vignola
La tranvia Bologna-Vignola era una linea tranviaria extraurbana a vapore che collegava Bologna a Casalecchio di Reno e Vignola, sostituita nel 1938 da una linea ferroviaria nella tratta Casalecchio-Vignola e nel 1958 da una linea filoviaria nella rimanente tratta Bologna-Casalecchio.

## Storia

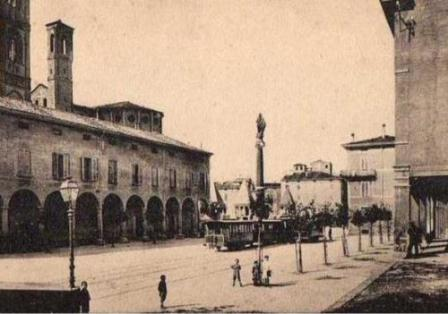
Il capolinea in piazza Malpighi a Bologna, in un'immagine anteriore al 1907

La costruzione della tranvia, progettata dall'ing. Gioacchino Rotondi, fu affidata alla ditta Rotondi e Almagià nel 1882 dall'amministrazione provinciale di Bologna con inizio dalla Piazza Malpighi di Bologna e percorso in buona parte sulle strade Porrettana e Bazzanese.
La tranvia venne costruita a più riprese tra il 1883 e il 1886. La prima tratta ad essere attivata, il 5 aprile del 1883, fu quella tra il centro di Bologna e il Meloncello.
Due mesi dopo la tranvia giunse a Casalecchio, il 9 dicembre 1883 la linea fu prolungata a Bazzano; il 28 maggio 1886 la linea fu completata fino al capolinea di Vignola.

### L'esercizio come tranvia a vapore
La gestione era affidata alla Società Anonima di Ferrovie e Tramvie nell'Emilia, con sede a Bologna nella ex Villa Ferlini, ov'era ospitata anche la direzione di esercizio. Tale azienda era controllata dalla "Compagnie generale des chemins de fer secondaires" di Bruxelles e dalla Banca Generale.
Fin dall'origine la linea serviva un bacino di traffico importante, sia per movimento merci, che passeggeri; in particolare si registrava un significativo traffico turistico in direzione Bologna per il Santuario della Madonna di San Luca, collegato dal 1931 con un'apposita funivia (fermata Meloncello), e da Bologna per l'allora località balneare del Lido di Casalecchio di Reno.
Nel 1905 la Società belga Les tramways de Bologne, gestore della rete tranviaria urbana, ne rilevò la gestione.

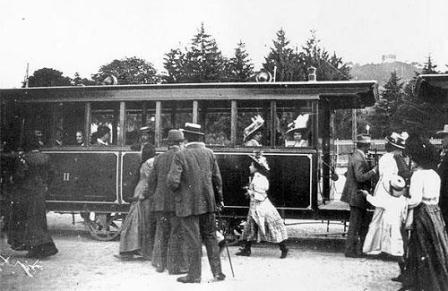
Una celebre foto d'epoca presa presso la stazione di Villa Ferlini

Nel 1907 venne elettrificata la tratta urbana di Bologna fino a Casalecchio spostando inoltre il tracciato dalla Croce a Casalecchio in sede propria: questo consentì l'immissione di 10 elettromotrici a due assi. Il capolinea urbano bolognese del servizio a vapore per Vignola venne contestualmente arretrato a villa Ferlini, presso viale Aldini in corrispondenza dell'attuale sede dei vigili del fuoco. Le migliorie attuate in tale periodo non riguardarono solamente i rotabili: il personale della tranvia, infatti, vide approvato lo statuto della propria "Cassa di soccorso" con regio decreto n. 192 del 22 gennaio 1925.

### La trasformazione in ferrovia
Nel 1927 la concessione venne rilevata dalla provincia di Bologna che mise in atto gli strumenti progettuali per la sua trasformazione in ferrovia vera e propria, dal momento che il notevole movimento di merci e viaggiatori evidenziava sempre più i limiti della vecchia progettazione.
Nel 1938, terminati i lavori di eliminazione delle pesanti interferenze con la rete viaria, trasformandone radicalmente il percorso, venne chiuso definitivamente il tratto tra Casalecchio e Vignola, attivando sullo stesso la ferrovia Casalecchio-Vignola dal 28 ottobre.
La restante tratta Bologna-Casalecchio, dal 13 novembre 1938, passò in gestione all'Azienda Tramviaria Municipale di Bologna, che apportò alcune modifiche nel percorso (da piazza Malpighi si passava per via Sant'Isaia e via Andrea Costa, anziché per via Saragozza). Il servizio era svolto da due linee, una ordinaria (numero 18) e una diretta (numero 19), affiancata, dal 1956, da un'autolinea a causa della presenza di un lungo tratto a binario unico che rendeva impossibile potenziare la linea.
Il 1º agosto 1958 la tratta Bologna-Casalecchio fu soppressa e sostituita da autobus, sostituito a sua volta, dal 1º novembre, con una linea filoviaria numerata 42.

## Caratteristiche
La tranvia era costituita da una linea a singolo binario a scartamento ordinario da 1445 mm esercita con trazione a vapore e materiale rotabile di tipo tramviario. Dal 1907 la tratta Bologna-Casalecchio venne elettrificata in corrente continua, a 600 V ed integrata, di fatto, nella rete tranviaria urbana di Bologna.
Il binario era armato con rotaie di 18 kg/m, con un tracciato che sovente risultava a ridosso delle case delle località servite.

### Percorso
| Unknown route-map component "uexKBHFa" |

|  |  | Unknown route-map component "uexABZg+l" | Unknown route-map component "uexBHFq" | Unknown route-map component "uexSTR+r" |

|  |  | Unused straight waterway |  | Unknown route-map component "uexKDSTe" |

| Unknown route-map component "uexHST" |

|  | Unknown route-map component "uexHST" | Unused aerial tramway |

| Unknown route-map component "uexWBRÜCKE1" |

| Unknown route-map component "uexBHF" |

|  | Unknown route-map component "CONTgq" | Unknown route-map component "uexSTRl" + Unknown route-map component "uxmKRZ" | Station on transverse track | Unknown route-map component "CONTfq" |

| Unknown route-map component "uexHST" |

| Unknown route-map component "uexHST" |

| Unknown route-map component "uexWBRÜCKE1" |

| Unknown route-map component "uexHST" |

| Unknown route-map component "uexHST" |

| Unknown route-map component "uexHST" |

| Unknown route-map component "uexHST" |

| Unknown route-map component "uexHST" |

| Unknown route-map component "uexHST" |

| Unknown route-map component "uexWBRÜCKE1" |

| Unknown route-map component "exLCONTgq" | Unknown route-map component "exLSTR+r" |  | Unused straight waterway |  |  |  |

| Unknown route-map component "exLBHF" |  | Unused straight waterway |  |  |

| Unknown route-map component "exLABZgl" | Unknown route-map component "exLKBHFeq" | Unknown route-map component "uexBHF" |  |  |

| Unknown route-map component "exLSTR" |  | Unknown route-map component "uexSTR+GRZq" |  |  |

| Unknown route-map component "exLSTR" |  | Unknown route-map component "uexHST" |  |  |

| Unknown route-map component "exLSTR" |  | Unknown route-map component "uexHST" |  |  |

| Unknown route-map component "exLSTR" |  | Unknown route-map component "uexWBRÜCKE1" |  |  |

| Unknown route-map component "exLSTRl" | Unknown route-map component "exLKBHFeq" | Unknown route-map component "uexKBHFe" |  |  |

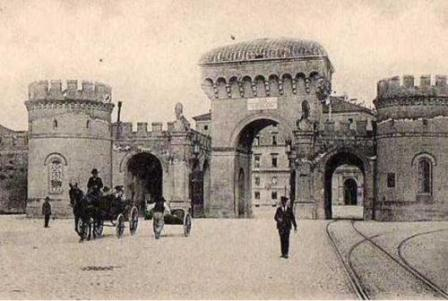
Porta Saragozza a Bologna. In primo piano lo scambio che immetteva in viale Aldini

Dal capolinea di Bologna in piazza Malpighi, altrimenti detta "selciato di San Francesco", il tram percorreva entro le mura urbane le vie Sant'Isaia e Frassinago, per giungere alla Porta Saragozza, superata la quale era presente una fermata.
Lo scalo merci, il deposito e la direzione di esercizio erano a Bologna, nella ex villa Ferlini, lungo le mura urbane comprese fra le porte Saragozza e D'Azeglio. Nel 1899 trovavano lavoro presso tale impianto 26 operai.
La successiva sosta veniva effettuata al termine della via Saragozza in località Meloncello, dalla quale era possibile raggiungere il Santuario della Madonna di San Luca mediante la Funivia di San Luca, oggi smantellata. Veniva quindi impegnata la via Porrettana, per poi lasciarla in località Croce (all'inizio dell'attuale via Don Luigi Sturzo) ed iniziare il tratto in sede propria costeggiando il canale Naviglio, ricongiungendosi ancora alla via Porrettana poco prima del ponte a cinque arcate sul fiume Reno, giungendo infine a Casalecchio.
A Casalecchio di Reno la stazione tranviaria era situata sulla Via Porrettana, di fronte all'Albergo Pedretti, nell'area oggi occupata dalla Casa della Conoscenza. La stazione era raccordata con quella di Casalecchio di Reno della SFAI sulla Porrettana.
Superata la stazione di Casalecchio, i convogli tranviari attraversavano la ferrovia Porrettana (al tempo unico collegamento transappenninico Bologna-Firenze), per poi effettuare sosta presso la frazione Ceretolo e a Reale (oggi Riale), frazione dell'adiacente Comune di Zola Predosa.
Veniva poi superato il torrente Lavino con un breve ponte, in prossimità del quale era presente l'omonima fermata. Effettuata l'ulteriore fermata in località San Pancrazio, di fronte alla Villa Roberti, si raggiungeva la borgata di Ponte Ronca.
La fermata successiva, Chiesa Nuova, era la prima nel comune di Crespellano, località servita anche dalle fermate denominate Osteria di Pragatto e Muffa, posta presso l'abitato in corrispondenza dell'omonimo torrente. Superato anche il torrente Samoggia, era raggiunta la stazione di Bazzano, alla progressiva chilometrica 22+710 da Bologna. Da questa località, a partire dal 1914, aveva origine la diramazione Bazzano-Spilamberto della ferrovia a scartamento ridotto Modena-Vignola inaugurata nel 1888.
Superato il confine provinciale, l'ex confine di stato tra Ducato di Modena e Stato Pontificio, iniziava un tratto in sede propria fino al Casale Molino, località ove aveva sede il Comune di Savignano sul Panaro. Si raggiungeva successivamente la fermata in località Doccia, ormai in prossimità del fiume Panaro.
Entrati nel comune di Vignola, veniva attraversato il ponte inaugurato nel 1876 e intitolato a Ludovico Antonio Muratori, arrivando alla stazione capolinea. A Vignola era presente inoltre il capolinea della ferrovia a scartamento ridotto Modena-Vignola.

## Materiale rotabile
La dotazione di materiale motore comprendeva in origine 12 locomotive di tipo tranviario, che furono tutte accantonate in occasione dell'elettrificazione della linea con l'eccezione dell'unità più moderna, la n.12 Casalecchio, di costruzione Breda, a 2 assi.
A tale macchina si aggiunsero le due locomotive Krauss a 3 assi del 1907 n. 13÷14 che furono successivamente cedute la prima alla Ferrovia Modena Vignola (FMV) per l'esercizio sulla tranvia Castelfranco-Bazzano, la seconda alle Tramvie Provinciali Cremonesi (TPC) finendo in seguito a fare servizio sulla tranvia Monza-Trezzo.
Nel 1909/1910 arrivarono le 5 Henschel a 3 assi accoppiati 15÷19 denominate Ponte Ronca (o, secondo altra fonte, Pragatto), Crespellano, Bazzano, Savignano e Vignola. Ribattezzate Castelfranco e Giacomo, le unità 18÷19 furono poi cedute anch'esse alla FMV.
Per il servizio a trazione elettrica da Bologna a Casalecchio furono acquistate nel 1906 dalle Officine di Savigliano dieci motrici a due assi immatricolate nella serie 281÷290. Quando la tratta fu assorbita dalla rete urbana felsinea i tram entrarono a far parte del parco ATM: inizialmente accantonati, rientrarono in servizio nel 1941, dopo che otto di essi erano stati ricostruiti dalla Stanga.